# Penmynydd

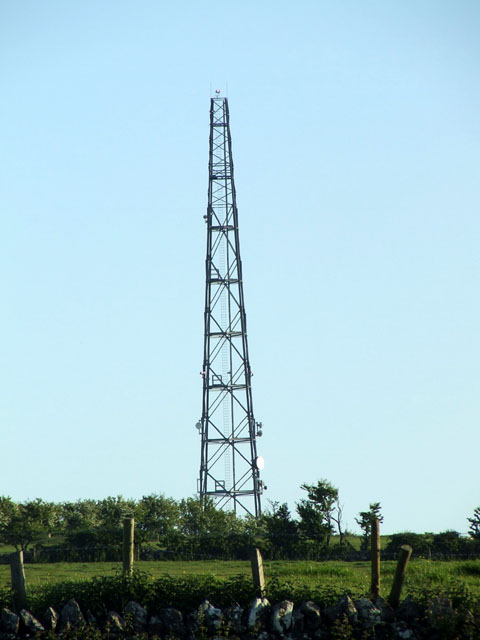
El poste de radio, Penmynydd.

Penmynydd (en galés = cima de la montaña) es un pueblo de Anglesey, situado en una suave colina en la carretera B5420 (Reino Unido) entre el Puente de Menai y Llangefni. El códgio postal del Royal Mail empieza por LL61. 
Afirma ser el lugar de nacimiento del fundador de la Casa de Tudor. En el siglo XIV, un residente de Penmynydd (Tudur ap Goronwy) tuvo cinco hijos, uno de los cuales se llamaba Maredudd (el padre de Owen Tudor, una anglicanización de su nombre galés Owain ap Maredudd ap Tudur), quien se unió a la armada de Enrique V y posteriormente se estableció él mismo en la corte. Tras la muerte de Enrique V, su viuda se casó con Owen Tudor en secreto alrededor del año 1429 y tuvo tres hijos. Su nieto Enrique Tudor reclamó más tarde la corona de Inglaterra con motivo de esta relación no demasiado convincente.
El pueblo es famoso por sus casas de desamparados y hay un poste de radio unas pocas yardas al norte de la localidad en lo alto de la colina.